# Cirkelharört
Cirkelharört (Bupleurum croceum) är en växtart i släktet harörter och familjen flockblommiga växter. Arten beskrevs av Edward Fenzl 1842.
Arten är ursprunglig från Turkiet i väster till Iran i öster, men har med hjälp av människan även spritts till norra Europa. Den förekommer tillfälligt i Sverige, men reproducerar sig inte där.